# Roman Haubner

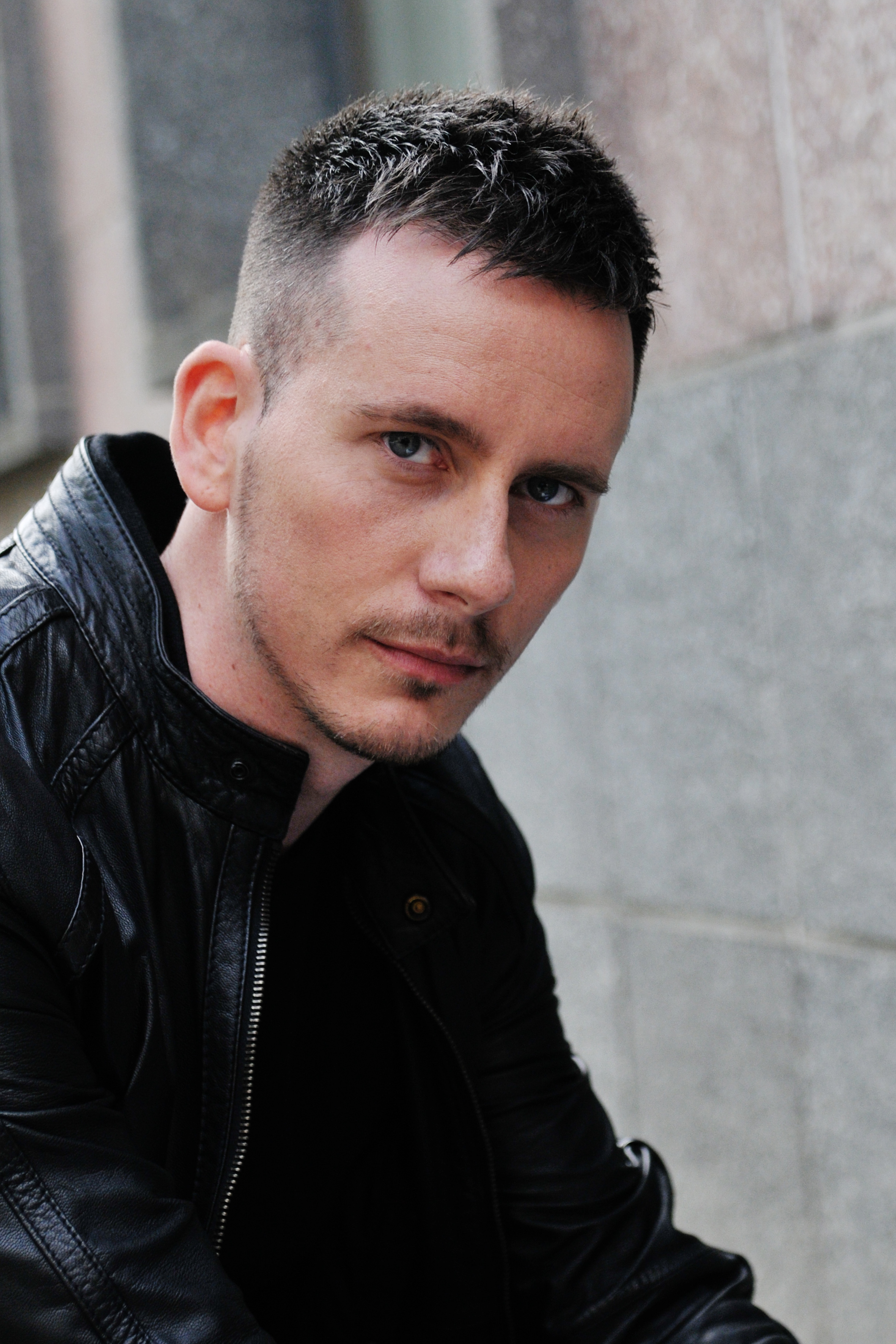
Roman Haubner fotografiert von Stefan Klüter

Roman Haubner (* 22. April 1983 in Wien) ist ein österreichischer Schauspieler.

## Leben
Seine Schauspielambitionen startete Haubner im Alter von 17 Jahren, als er zum ersten Mal für eine Fernsehserie im ORF gecastet wurde. Mit 19 Jahren schloss er seine Schullaufbahn mit der österreichischen Matura ab und bewarb sich am Max Reinhardt Seminar, scheiterte jedoch an der Aufnahmeprüfung. Danach zog es ihn nach Deutschland und begann unter anderem mit Tagesrollen in der Serie Mein Leben und ich.
2004 bekam er seine erste Nebenrolle in der täglichen Serie Unter uns. Nach einem halbjährigen Gastspiel erlangte er 2005 erste Bekanntheit mit seiner ersten Hauptrolle in der Fernsehserie Lindenstraße. Unter der Regie von Susanne Zanke spielte er in über 38 Episoden die Rolle Fabian an der Seite von Heinz Marecek. Es folgten eine Nebenrolle im Film Blutsbande und Gastauftritte in der Kölner Fernsehserie Die Anrheiner und Lena – Liebe meines Lebens
Nach einigen Auftritten in täglichen Serien hatte Haubner zunächst Schwierigkeiten, für anspruchsvollere Rollen besetzt zu werden. Er übernahm in zahlreichen Kurzfilmen wie beispielsweise für die Kunsthochschule für Medien Köln, Macromedia und der Hochschule Ansbach, die Hauptrollen.
2013 bekam er eine Nebenrolle im Fernsehfilm Nichts mehr wie vorher, wo er an der Seite von Thomas Sarbacher, Annette Frier, Jonas Nay spielte. Oliver Dommenget übernahm die Regie für diesen Film, der für den deutschen Fernsehpreis nominiert wurde.
Roman Haubner ist unter anderem 2019 in der deutschen Neuauflage von X-Factor: Das Unfassbare zu sehen. Im Sommer 2019 bekam er außerdem eine Rolle im Fernsehfilm Im Schatten das Licht, indem die preisgekrönte Regisseurin Vivian Naefe Regie führte. Ende 2019 stand er mit einer Episodenrolle in der ZDF-Serie Heldt an der Seite von Janine Kunze und Timo Dierkes vor der Kamera.

## Filmografie
- 2004: Unter uns (Fernsehserie, RTL)
- 2005: Lindenstraße (Fernsehserie, ARD)
- 2006: Blutsbande (Kinofilm)
- 2007: Verbotene Liebe (Fernsehserie, ARD)
- 2007: Zu zweit allein (Kurzfilm)
- 2007: Alles was zählt ( Fernsehserie, RTL)
- 2007: Date (Kurzfilm, Kunsthochschule für Medien Köln)
- 2007: In den letzten Zügen (Kurzfilm, Macromedia)
- 2007: Die Anrheiner (Fernsehserie, WDR)
- 2010: Lena – Liebe meines Lebens (Fernsehserie, ZDF)
- 2011: Das erste Mal (Kurzfilm)
- 2011: Das fremde Mädchen (Kurzfilm)
- 2011: Abschiedsklänge (Kurzfilm, Hochschule Darmstadt)
- 2011: Frost & Reif (Kurzfilm)
- 2012: Stockholmich (Spielfilm)
- 2012: Wechselgeld (Kurzfilm, Hochschule Ansbach)
- 2012: Times of Agony (Kurzfilm)
- 2013: Nichts mehr wie vorher (Spielfilm, SAT.1)
- 2015: Adagio2 (Spielfilm-Trailer)
- 2018: Der Wartesaal (Kurzfilm)
- 2019: X-Factor – Das Unfassbare kehrt zurück (Dokuserie, RTL2)
- 2019: Die Kämpfer (Spielfilm, Amazon Video)
- 2019: Im Schatten das Licht (Spielfilm, SAT.1)
- 2019: Any Other Day - Sister (Kurzfilm)
- 2019: Heldt (Fernsehserie, ZDF)